# 馬廷器
馬廷器（？—？），和名幸地親方良象，琉球國第二尚氏王朝政治家、三司官。
康熙三十八年（1699年），三司官毛克盛（伊野波親方盛平）致仕。琉球朝廷推舉了一名繼任者，並派人稟報薩摩藩。然而尚未獲得任命，這位候選人已經去世。於是馬廷器被推薦為新任人選，稟報薩摩藩。康熙三十九年庚辰十月二十四日（1700年12月4日），馬廷器就任三司官之職。任内，他以三司官的身份，與攝政尚弘才（北谷王子朝愛）以及兩位三司官同僚向世俊（仲田親方朝重）、毛天相（池城親方安倚）共同主持了《中山世譜》的編纂。這個版本的《中山世譜》由蔡鐸擔任纂修司，被稱為蔡鐸本《中山世譜》。康熙四十九年庚寅九月十八日（1710年11月8日）致仕。